# 山根良顕
山根 良顕（やまね よしあき、1976年〈昭和51年〉5月27日 - ）は、日本のお笑いタレント。お笑いコンビ・アンガールズのボケ（まれにツッコミ）担当。相方は田中卓志。広島県広島市安佐南区出身。ワタナベエンターテインメント所属。既婚。1児の父。

## 来歴
広島市立原小学校、広島市立祇園東中学校、広島県立祇園北高等学校を経て、広島修道大学法学部国際政治学科卒業。小4年から中学3年まで6年連続で学級委員をしており、クラスのマスコットボーイ的存在であった。
広島の大学のインカレ旅行サークル「ボルケーノ」で田中卓志と知り合う。山根の田中に対する第一印象は「似とるやつがおるなあ」、田中の山根に対する第一印象は「気持ち悪いやつ」。当初は異なる大学であることと、ルックスがかぶり過ぎで何となく敬遠し合っていたが、サークルの連絡ノートに田中が自分の名前を「たくしのり」と記入していたのを見かけた山根は、田中が自分と同じ東野幸治ファンだと知り声をかけた。それがきっかけで2人は友人関係となる。

### 芸人を目指して
大学を卒業した1999年春頃、山根は当時の自分の相方と当時の田中の相方・荒木太朗と共に上京し、
3人で東村山市で住む。その後、お互い上京時の相方とコンビ解消していた2000年9月頃に田中とコンビ結成。ワタナベエンターテインメントのオーディションに合格し、2002年1月にアンガールズとしてデビュー。

### 芸人としてデビュー
2006年8月26日から27日、日本テレビ24時間テレビ「愛は地球を救う」の「100キロチャリティマラソン」で田中と一緒に走った。
2013年11月22日、英会話学校講師の一般人女性と結婚したことを自らのブログで発表した。出会いのキッカケは、ロッチの中岡創一からの紹介。中岡曰く、「山根くんに女の子を紹介したら2週間後にはもう付き合っていてビックリした」
2015年1月、インスタグラムを始める。
2015年5月12日、第1子女児が誕生したことをブログにて報告。
2016年10月3日、山根のインスタグラムやエッセイなどを収録した書籍『アンガールズ山根良顕 家族の瞬間〜Instagram*oment〜』（KADOKAWA）を発売。
2018年7月27日、山根、Wエンジンのチャンカワイとえとう窓口の3人が育児に関するイベントなどを企画する「トーチャンズ」結成を発表。
2018年、『ゴルフの花道 放送800回突破』（RCCテレビ）でベストスコア100前半の腕前を披露した。
2019年2月9日放送『ヘイヘイホー!有吉は木を切る。〜広島の温泉街に檜の露天風呂を作っちゃったSP〜』（RCCテレビ制作 TBS系列28局ネット）のために出演者の中で山根だけが、コベルコ教習所（広島市安佐南区）で2日間（16時間）の講習を受け、大径木伐木等(チェーンソー等)特別教育を修了して番組撮影に臨みチェーンソーを操った。
2019年10月15日、「育児を楽しみ・頑張ったパパ＝イクメン」の著名人が表彰される、第9回イクメン オブ ザ イヤー2019のイクメン芸人部門に選出。

## 人物

### 家族
父、母、弟がいる。父親はトラックの運転手をしていた。弟は学校の先生をしていると明かしている。

### 趣味・特技
音楽鑑賞（ビートルズ、オアシスなどブリティッシュ）と野球をはじめとしたスポーツ観戦とファッション系を中心としたショッピング。
アニメ映画や世界遺産のDVD鑑賞も好む。特に『チェブラーシカ』が好きで、グッズを何種類か持っている。
書道7段を保持しており、コンピレーションアルバム『ありがとうのうた』や、ガールズポップバンド赤い公園のメジャーデビューシングル盤『のぞき穴』CDジャケットのタイトル文字を揮毫している。
チャイルドカウンセラーの資格を取得。
2019年頃から、ガリガリの体型では子供を守れないだろうと“マッチョ宣言”し、筋トレを開始。2022年には、「アメトーーク」の「筋肉ついてウレシイ芸人」に出演し、筋トレによる体の変化を語った。

### アルバイト
アルパークで働いたことがある。

### 好きなもの
一番好きなインスタントラーメンは袋麺タイプでうまかっちゃん。
広島東洋カープ・サンフレッチェ広島のファンである。年数回は広島東洋カープの試合を観戦する。小中高校とサッカーをしていてマツダ時代からのサンフレッチェ広島ファン。
ラジオ好きであり、自身がパーソナリティを務める文化放送『おとなりさん』では『教えて!全国☆ラジオスター』のコーナーを放送している。主な所では中国放送『かわにしんち』のリスナーである。

### 憧れの人
憧れている芸人は相方の田中と同じくとんねるずと、東野幸治。

### SNS
妻の実家が柴犬を飼っており、山根のインスタグラムにしばしば登場する。

### 仕事への取り組み
横山雄二が2018年3月16日放送のRCCテレビ『カンムリ』で「（山根は）この番組だけテンション高い」と発言し、山根が「そんなことないですよ、普段の俺を出しているだけですから」と答えるも、横山は「この番組だけ見たことない山根がいる」と譲らない。
アンガールズでは山根が衣装・ネタの最終確認を担当しており、山根は自分がリーダーだと言い張っているが、相方の田中に認められているかどうかは微妙となっている。田中よりも多くギャラをもらっているわけでもない。田中からは「リーダー」ではなく「ハンコ係」と言われている。
活動歴を重ねるにつれ、田中の真面目さと山根の怠惰な性格が好対照をなすようになった。

### 名誉毀損事件
2011年9月に当時33歳のデリヘル嬢が「山根に乱暴された」とする告訴状の写しをインターネット巨大掲示板群「2ちゃんねる」に掲載し、山根に対して名誉毀損を行った事件である。
2012年1月19日に大阪府警淀川署は名誉毀損容疑でデリヘル嬢を逮捕。容疑者は、2009年11月に山根が宿泊していた大阪市内のホテルにデリヘル嬢として派遣された際に山根から乱暴されたとして、2011年8月に淀川署に告訴状を提出していた。なお、所属事務所は「その様な事実はない」とコメントしている。
2012年7月4日、大阪地裁の裁判で山根は証人として出廷。2009年11月26日に大阪市内のホテルで派遣型風俗のデリバリーヘルスを利用し、気さくに話しかけてきたデリヘル嬢と音楽や写真などの話をした後、オイルマッサージをされている途中に山根の方から「したくなっちゃった」と性交渉を求め、デリヘル嬢も「じゃあしようか」と応じた。「性行為はあったが、相手にも了解を取った上の行為だった」と証言し強姦を否定した。
2012年10月31日、判決公判が大阪地裁で行われ、2人のメールのやりとりなどから「合意のあった行為で告訴内容は虚偽。（山根の）名誉を大きく傷つけた」とし、懲役1年2月執行猶予3年（求刑懲役1年2月）が元デリヘル嬢に言い渡され、事件は収束した。

### 未知の昆虫を発見
RCCで毎週日曜日に放送中のバラエティ番組『元就。』のロケ中、広島県庄原市比和町で小型で細長い甲虫（こうちゅう）・ハネカクシの仲間の新種を発見した。その様子は、2022年10月2日に放送された。同行したのは、比和自然科学博物館の千田喜博客員研究員で、その成果は2023年11月、ニュージーランドの国際的な学術誌『Journal of Insect Biodiversity』Vol.42,No.2.2023に掲載された。新種の名前は、『元就。』の番組名にちなんでその名も「モトナリ ヒメコバネ ナガハネカクシ」、通称「モトナリ」となった。
後の2024年7月12日の国立科学博物館特別展『昆虫MANIAC』オープニングイベントにコンビで出席した際、田中は「山根のバーターは人生初」としみじみ語り、「モトナリ」が山の入り口で発見され、専門家らが普段探さない場所だったからこそ発見につながったということについて、田中は「山根の(山奥まで探さない)だらしなさがプラスに働いた」とおちょくった。展覧会の監修者も「普通の人、山根さんのようなタレントさんが初めて発見するのは一生に1度あるかないかの珍事」と称賛した。

## 出演

### テレビバラエティ
過去の出演番組
- 伊予路てくてく「アンガールズ山根が久万高原町を行く!」 （2012年5月25日、NHK総合）
- すくすく子育て （2016年4月9日 - 2019年3月30日、NHK Eテレ、毎週土曜日21:00 - 21:29（再放送 翌週金曜日13:05 - 13:34））育児情報バラエティ。優木まおみと共に司会レギュラー。
- カンムリ（RCCテレビ）
- 新春!カープ釣り自慢〜釣り上げた!日本一のドドドォー!!!SP〜（2018年1月1日、RCCテレビ）横山チーム および 進行
  - 新春!カープ釣り自慢〜たった今 この佐々の子 舞いたった（2019年1月1日、RCCテレビ）横山チーム および 進行
- 2019ひろしまフラワーフェスティバル 花の総合パレード 第1部・第2部（2019年5月3日、RCCテレビ）MC
- プロ野球ドラフト会議直前SP!“みんなのカープ”県民大会議（2019年10月16日・2020年10月23日・2021年10月8日・2022年10月14日、NHK広島放送局）
  - みんなのカープ県民大会議！開幕直前SP（2022年3月18日、NHK広島放送局）
- カープどん底からの復活〜市民球団70年誕生の原点〜（2021年3月26日、NHK広島放送局）

など多数。

### テレビドラマ
- レベル7（2012年5月28日、TBS・月曜ゴールデン） - 財布を失くした男 役
- V字復活！有吉カンパニー〜ホントにあった大逆転リアルストーリー〜（2016年2月13日、RCCテレビ制作TBS系列28局フルネット放送） - 「マツダスタジアムV字復活ストーリー」再現ドラマ - お好み焼き赤ヘルの大将 役：山根良顕
大将の娘 愛鯉：西脇彩華（9nine）、お好み焼き赤ヘルの客：山崎隆造（元カープ選手）、お好み焼き赤ヘルの客：木下富雄（元カープ選手）
- 神ってる！有吉大明神 〜神ってるアレの理由を大公開！〜（2017年2月11日、RCCテレビ発 TBS系列28局フルネット） - 「広島カープ何故優勝できた?知られざる5つの物語」再現ドラマ - 緒方孝市監督 役：山根良顕

### ラジオ
- SUNTORY SATURDAY WAITING BAR AVANTI （2011年10月29日、TOKYO FM） - カープ特集
- RADIPEDIA JUJU（2013年12月3日、J-WAVE）
- HELLO WORLD（2014年6月2日、J-WAVE） - 広島東洋カープ特集「俺たちの赤ヘル」
- 中四国ライブネット【中四国８局ネット】広島発 つながるラジオ 山根プレミアム（2017年5月7日18:00-20:00生放送、中国放送制作） 中国放送『ごぜん様さま』が山根を完全バックアップ
- おひるーな（2019年4月2日 - 、RCCラジオ）隔週火曜レギュラー。山根が出演できない場合は隔週出演の牧瀬和人（K&M FILM 映像ディレクター）が代行することがある
- おとなりさん （2022年4月4日 - 2024年3月29日、文化放送）金曜日レギュラー。
- おとなりさんday （2024年4月7日 - 、文化放送）

### インターネット
- アメーバスタジオ「ワタ@アメ!」 不定期月曜 21:00〜22:15
- 内村さまぁ〜ず #175「可愛くて大好きな山根の結婚を照れずに積極的にお祝いしてもらいたい山根達!!」（2014年1月6日、E!TV内さま.com）
- マイナビオールスター2018大討論会×サントリー-196℃ ストロングゼロ（2018年7月14日、AbemaTV SPORTSチャンネル）[46]

### 広告
- 東京電力『エコキュート』（2007年7月） - 河童 役 （鈴木京香と共演）
- ロッテ『トッポ〜鶴の恩返し編〜』（2007年8月） - 鶴 役 （長瀬智也と共演）
- サントリーフーズ『BOSS シルキーブラック』（2009年5月） - メタルカバサ 役 （吉川晃司や松田聖子と共演）
- ネスカフェ ゴールドブレンド バリスタ i［アイ］（2016年11月） WEB
- らあめん花月嵐 期間限定メニュー 『尾道ラーメン彩海AYAKA』 （2016年12月 - ） WEB

### 映画
- かちこみ!ドラゴン・タイガー・ゲート （2006年、ギャガ）- 光頭星 役（吹替）
- 怪談レストラン（2010年、東映） - 占いカラス 役
- 仮面ライダーフォーゼ THE MOVIE みんなで宇宙キターッ!（2012年8月4日、東映） - 小松種夫 役
- おしい！広島県観光PRドラマ『おしい！広島県 THE MOVIE 2』（2013年、広島県、インターネットで公開） - ヒバゴン 役
  - おしい！広島県 THE MOVIE2 メイキング （山根 THE MOVIE） - 山根が撮影の裏側を紹介。YouTubeで公開。

### 舞台
- ミュージカル『ファンタスティックス The Fantasticks』（2022年10月23日 - 11月14日、日比谷シアタークリエ） - 旅芸人モーティマー 役[47]

### トークライブ
- カンニング竹山を育てる会 vol.6（2010年7月20日）
- 芸人Jリーグナイト!!（2012年10月23日vol.4〜） - 山根が出演者の1人。
阿佐ヶ谷ロフトで2011年2月から行われている。山根はvol.4からサンフレッチェ広島サポーターとして参加。

### イベント
- 生誕30周年祭 in NAGOYA ガンダムTHE FIRST〜未来創造の世紀へ〜「ガンダム大好き!有名人大集合 Part(1)」（2009年7月24日、ポートメッセなごや）
- 東京広島県人会 新春懇談パーティー（2014年1月30日、東京ドームホテル 天空の間）
- 2014 Jリーグ 山崎ナビスコカップ FINAL 絶対優勝！トークイベント（2014年11月2日、エディオンスタジアム広島）
広島サンフレッチェVS大宮アルディージャ戦キックオフ前のトークイベント
- 愛媛県主催 愛媛県法人会連合会運営 えひめイクメン活躍推進協議会設立記念トークショー「育てるオトコが社会を変える」（2017年3月25日、エミフルMASAKI）[48]

## 音楽活動
- U.N.O.BAND（2005年11月23日 - 2005年12月2日）
- アンガールズと準国産（2006年） 書籍「生協の白石さん 木洩れ日」に封入のCDを制作。
- ラクダとカッパ（2008年3月 - 2011年）
- エアバンド
  - エアバンド(2008年7月16日 - 2009年12月31日）
  - エアバンド feat.雄&直（2008年）
  - エアヴィジュアルバンド（2010年 - 2011年）
  - エアメタルバンド feat.冠徹弥（2011年）
- 田中楽団（2012年2月8日 - 、アンガールズが毎月開催しているトークライブ『鉄人トーク』内コーナー） 指揮
- 中山秀征とジャナイズ5（2017年）

## ディスコグラフィ
U.N.O.BAND
山根がベース、ボーカルを担当。
- シングル『NO.1』 (2005年11月23日、EPIC RECORDS JAPAN、ESCL2742）
- 着うた『1224(Silent Night ver.)』（2005年12月21日）

アンガールズと準国産
山根と田中がボーカル、白石さんが作詞作曲。
- 『木漏れ日』（2006年12月4日、講談社、書籍「生協の白石さん 木洩れ日」にCD封入、ISBN 978-4-0621-3770-6）

ラクダとカッパ
ラクダ（クリス松村）とカッパ（山根）によるユニット。
- DVDシングル『ラクダになるぞ』（2008年5月21日、ポニーキャニオン、PCBG-51166）

矢口真里とストローハット
山根がブルックに扮した。
- シングル『風をさがして』（2010年1月13日、avex trax、AVCD-31603/B） - フジテレビ系列アニメ『ONE PIECE』第12期オープニングテーマ（2009年11月15日放送回から2010年7月11日放送回まで）

中山秀征とジャナイズ5
- 星降る街角（中山秀征 2017年8月2日発売 カバーアルバム『50』に収録）

## PR大使
- らあめん花月嵐 期間限定メニュー「尾道ラーメン彩海AYAKA」 （2015年12月 - 2016年2月）

## 揮毫
CDジャケット（題字）
- コンピレーションアルバム『ありがとうのうた』 （2010年3月3日、BMG JAPAN、BVCL-78）
- 赤い公園 シングル『のぞき穴』 （2012年9月19日、EMI Music Japan、TOCT-40457）

その他
- 謝 （2010年3月2日、東京・乃木坂） コンピレーションアルバム『ありがとう』発売記念イベント、【ありがとう〜感謝の気持ちを込めて〜書道大会】
- 七時七分七秒 （2016年2月9日、テレビ東京「おはスタ」）
- 尾道ラーメン彩海AYAKA （らあめん花月嵐 期間限定メニュー） タイトルロゴ

## 書籍
- アンガールズ山根良顕 家族の瞬間〜Instagram*oment〜（2016年10月3日、KADOKAWA、ISBN 978-4-0489-5695-6）[13]

## 連載
- 山根良顕のパパイチ芸人（読売新聞夕刊、2015年12月25日 - 2016年5月16日、約月1回連載） インターネットサイト「読売プレミアム」[注 2]でも読むことができる。
- ママニティ芸能人コラム（ママニティ、2016年1月5日 - 2月23日、毎週月曜更新、全8回）
- 『mama★sta ママ★スタジアム』タレントコラム 山根良顕（2016年12月5日 - 2017年1月23日、全8回）[49]